# Rafalskia
Genre
Rafalskia est un genre d'opilions eupnois de la famille des Phalangiidae.

## Distribution
Les espèces de ce genre se rencontrent en Europe du Sud et en Turquie.

## Liste des espèces
Selon World Catalogue of Opiliones (05/05/2021) :
- Rafalskia azizsancari Kurt, Yağmur & Tezcan, 2019
- Rafalskia cretica (Roewer, 1923)
- Rafalskia olympica (Kulczyński, 1903)
- Rafalskia petrophila (Martens, 1965)

## Étymologie
Ce genre est nommé en l'honneur de Jan Rafalski.

## Publication originale
- Starega, 1963 : « Ein neuer Weberknecht, Paropilio (Rafalskia) bulgaricus subgen. n., sp.n. (Opiliones). » Bulletin de l’Académie Polonaise des Sciences, Série des Sciences Biologiques. Cl. 2, vol. 11, p. 289–292.